# 한스 콘리드
한스 콘리드(Hans Conried, 1917년 4월 15일 ~ 1982년 1월 5일)는 미국의 영화 배우, 텔레비전 배우, 연극 배우, 성우이다.

## 방송
- 꿈꾸는 낙원
- 왈가닥 루시

## 영화
- 스루 더 매직 피라미드 (1981년)
- 스파이더맨 (1981년)
- 오, 굿! 북 2 (1980년) - 닥터 반스 역
- 꿈꾸는 낙원 (1978년)
- 우주에서 온 고양이 (1978년)
- 호빗 (1977년)
- 쉐기 D.A. (1976년)
- 팬텀 톨부스 (1970년)
- 팻시 (1964년)
- 시카고의 7인 (1964년)
- 길리건의 섬 (1964년)
- 마이 식스 러브스 (1963년)
- 주크 박스 리듬 (1959년)
- 1001 아라비안 나이트  (1959년)
- 록-어-바이 베이비 (1958년)
- 세상에 도전한 괴물 (1957년)
- 버스 정류장 (1956년)
- 풍운아 데이비 크로켓 (1955년)
- 디즈니랜드 (1954년)
- 어페어 오브 도비 길리스 (1953년)
- T 박사의 피아노 레슨 (1953년) - 터윌리커 박사, 일명 T 박사 역
- 피터 팬 (1953년) - 캡틴 훅 목소리 역
- 더 라이트 터치 (1952년)
- 빅 짐 맥레인 (1952년)
- 세계를 그의 품안에 (1952년)
- 왈가닥 루시 (1951년)
- 텍사스 카니발 (1951년)
- 리치 영 앤 프리티 (1951년)
- 투 영 투 키스 (1951년)
- 썸머 스톡 (1950년)
- 낸시 리오 가다 (1950년)
- 마이 프렌드 어머 (1949년)
- 춤추는 대뉴욕 (1949년)
- 바클레이스 오브 브로드웨이 (1949년)
- 파킹튼 부인 (1944년)
- 마르세이유 가는 길 (1944년)
- 히스 버틀러스 시스터 (1943년)
- 레이디 테이크 어 찬스 (1943년)
- 공포 속의 여행 (1942년)
- 비터 스윗 (1940년)